# Perungudi
Perungudi là một thị xã của quận Kancheepuram thuộc bang Tamil Nadu, Ấn Độ.

## Địa lý
Perungudi có vị trí 12°58′B 80°15′Đ / 12,97°B 80,25°Đ Nó có độ cao trung bình là 9 mét (29 feet).

## Nhân khẩu
Theo điều tra dân số năm 2001 của Ấn Độ, Perungudi có dân số 23.481 người. Phái nam chiếm 53% tổng số dân và phái nữ chiếm 47%. Perungudi có tỷ lệ 72% biết đọc biết viết, cao hơn tỷ lệ trung bình toàn quốc là 59,5%: tỷ lệ cho phái nam là 77%, và tỷ lệ cho phái nữ là 65%. Tại Perungudi, 12% dân số nhỏ hơn 6 tuổi.